# Папротня (Козеницький повіт)
Папротня (пол. Paprotnia) — село в Польщі, у гміні Ґрабув-над-Пилицею Козеницького повіту Мазовецького воєводства.
Населення — 59 осіб (2011).
У 1975-1998 роках село належало до Радомського воєводства.

## Демографія
Демографічна структура станом на 31 березня 2011 року:
|          | Загалом | Допрацездатний вік | Працездатний вік | Постпрацездатний вік |
| -------- | ------- | ------------------ | ---------------- | -------------------- |
| Чоловіки | 33      | 3                  | 21               | 9                    |
| Жінки    | 26      | 1                  | 11               | 14                   |
| Разом    | 59      | 4                  | 32               | 23                   |